# Grozni (Kírovskoye, Adiguesia)
Grozni (del ruso: Грозный) es un jútor del raión de Maikop en la república de Adigueya de Rusia. Está situado a orillas del río Ulka, 15 km al norte de Tulski y 9 km al nordeste de Maikop, la capital de la república. Tenía 414 habitantes en 2010.
Pertenece al municipio Kírovskoye.